# 淡路タクシー
淡路タクシー（あわじタクシー）は、淡路交通グループの兵庫県淡路島を中心とした地域でタクシー、貸切バスを運行する事業者である。路線バスは2017年9月30日をもって運行終了。本社は、兵庫県洲本市宇山一丁目1番15号。社団法人日本バス協会の会員にはなっていない。

## 路線バス（全て廃止）

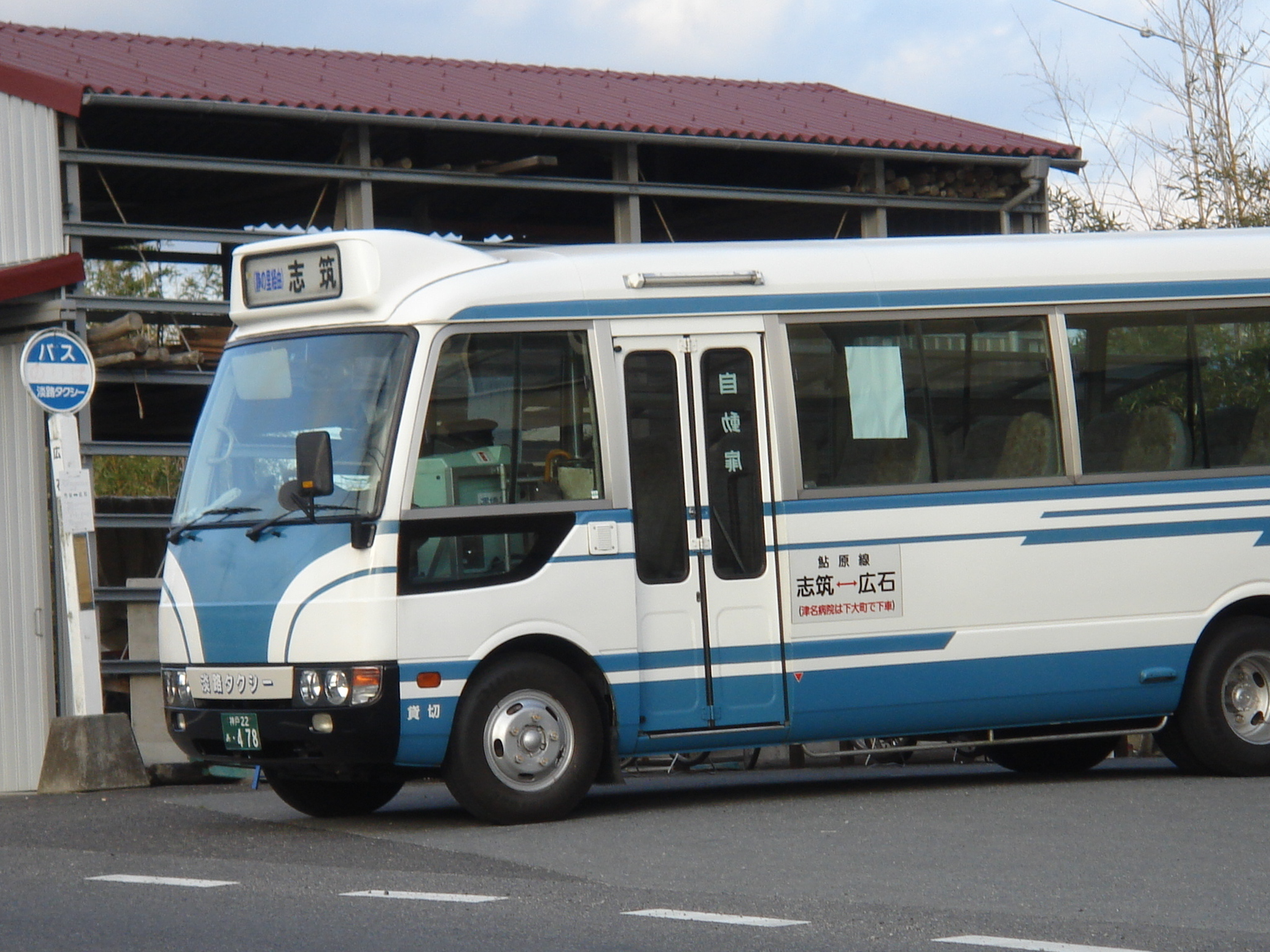
広石に停車中の淡路タクシーバス

- 鮎原線
志筑 - 津名総合事務所前 - 静の里公園 - 津名一宮IC - 竹谷 - 広石
淡路交通より移管
竹谷 - 広石間はフリー乗降制区間
広石7:40発志筑行きは津名高校前を経由、6往復運行のうち1往復は志筑～下大町間の運行
2017年9月30日をもって淡路タクシーによる運行を終了。翌10月1日より本四海峡バスが運行する。
- 西淡・湊・市線
市 - 三原中学校前 - 府中神社前 - 陸の港西淡 - 湊 - 湊西口 - 津井橋 - 丸山 - 阿那賀 - 伊昆 - 淡路島南IC
湊西口 - 淡路島南IC間はフリー乗降制区間
淡路交通から移管を受けたが、現在は南あわじ市コミュニティバス（せい太くんバス・みなと観光バス）として運行
- 湯の川線
市 - 三原中学校前 - 府中神社前 - 陸の港西淡 -  湊 - 湊西口 - 津井橋 - 辰美中学校前 - 湯の川 - 伊昆
湊 - 陸の港西淡 - 志知南 - 山口 - 湯の川
湊西口 - 伊昆間及び陸の港西淡 - 湯の川間はフリー乗降制区間
淡路交通から移管を受けたが、現在は南あわじ市コミュニティバス（せい太くんバス・みなと観光バス）として運行
- 山田線
パルシェ - 北山県住前 - 郡家 - 桃川 - 山田
パルシェ - 北山県住前間及び桃川 - 山田間はフリー乗降制区間
淡路交通より移管を受けたが、現在は山田地区方面はデマンド交通「ハピバス山田号」が、パルシェ方面はあわ神あわ姫バス（淡路市生活観光バス路線）：本四海峡バスが運行している。

## 関連会社
- 淡路交通
- ダンコー・サービス
- 大阪淡路交通
- 名古屋淡路交通